# Concilii budiste
În decursul istoriei budismului au existat mai multe concilii, fie pentru a stabili o dogmă clară, fie pentru a introduce noi ritualuri sau a combate unele idei eretice.

## Primul Conciliu budist (cca. 483 î.Hr)
Potrivit scripturilor budiste din toate școlile, Primul Conciliu budist a avut loc la scurt timp după ce Buddha a intrat în parinirvana (stingere totală), datat de majoritatea savanților în jurul valori anului 483 î.Hr, sub patronajul regelui Ajatasatru și a călugărului budist Mahākāśyapa, discipol apropiat al lui Buddha, care a fost chiar președinte de conciliu și conform tradiției primul patriarh budist. Conciliul a avut loc în peștera Sattapanni, din apropierea orașului Rajagriha și a avut obiectivul de a păstra spusele lui Buddha (sūtrele) și normele de disciplină monahală (Vinaya). Sūtrele au fost recitate de  călugărul Ananda, iar Vinaya a fost recitat de Upali, un alt discipol al lui Buddha. Potrivit unor surse, scrierile cum este  Pitaka Abhidhamma, au fost incluse. De asemenea Sangha (comunitatea budistă) a luat decizia unanimă de a păstra toate regulile ce țin de Vinaya, fie ele importante sau minore.

## Al doilea Conciliu budist (cca. 383 î.Hr)
După aproape 100 de ani de la moartea lui Buddha, după cum spun unele școli budiste ca Theravada și Sarvāstivāda, un călugăr pe nume Yasa, vizitează orașul Vaisali, unde observă o serie de practici necanonice printre călugări locali. Aceștia creează o listă de zece puncte, cel mai important fiind faptul că ei, monahii vaisali, cunoscuți sub numele de Vajjiputtakas, pot consimți să accepte bani. Controversa a pornit atunci când Yasa a refuzat să urmeze aceste practici. El a fost judecat de către Vajjiputtakas și s-a apărat prin citirea în public a unor pasaje canonice ce condamnă utilizarea banilor de către monahi. Din dorința de a soluționa problema, și cu sprijinul regelui Kalasoka, Yasa a convocat Al doilea Conciliu budist, la Vaisali, la care au participat 700 de călugări din diferite regiuni. În cele din urmă toți membri conciliului au fost de acord ca cele zece puncte să rămână nemodificate.

## Al treile Conciliu budist (cca. 250 î.Hr)
După Al doilea Conciliu budist, Sangha s-a rupt în două facțiuni budiste rivale: sthaviravadini (theravadini) care se considerau loiali vechilor învățături ale lui Buddha și mahāsānghikași (partizani ai școlii Mahāsānghika) care abordau o viziune liberă asupra monahismului și a dogmei. Era necesară organizarea unui nou conciliu. În concluzie, la aproape 233 de ani de la moartea lui Buddha, împăratul Așoka al Imperiului Maurya convocă în anul 250 î.Hr Al treilea Conciliu Budist în orașul Pātaliputra, conciliu aflat sub conducerea călugărului Moggaliputta Tissa. Conciliul a numărat aproape 1000 de călugări, printre care și împăratul Așoka, convertit la budism și fiind prezent în calitate de monah. Obiectivul conciliului a fost de a stabili o formă clară de budism și de a le desemna pe celelalte ca fiind eretice.
În urma conciliului s-a luat hotărârea că doar facțiunea sthaviravadistă (budismul theravada) este singura formă ortodoxă a budismului, iar celelalte facțiuni sunt eretice și excluse din Sangha. Alte realizări ale conciliului au fost adăugarea unor noi texte la Canonului Pali și trimiterea unor misionari budiști în diferite zone precum Asia de Sud-Est, Asia Centrală și Sri Lanka. Tot în această perioadă, din cercul sthaviravadinilor se mai desprinde o nouă grupare, cea a sārvāstivadinilor.